# Intréville
Intréville é uma comuna francesa na região administrativa do Centro, no departamento Eure-et-Loir. Estende-se por uma área de 9 km². Tendo 144 habitantes, segundo os censos de 1999, tem, portanto, uma densidade populacional de 16 hab/km².